# ابن سریج
عبیدالله بن سُرَیج(۶۴۰-۷۱۶م) خواننده و نوازندهٔ عرب مکّی بود. از مشهورترین خوانندگان صدر اسلام به شمار می‌رود. می‌گویند نواختن عود را از دیوارگران ایرانی که به ساختن کعبه آمده بودند، فراگرفت؛ او را نخستین کسی می‌دانند که عودنوازی را در مکه رایج ساخت.